# Nanomitriella
Nanomitriella là một chi rêu trong họ Funariaceae.